# من قتل سارة؟
من قتل سارة؟ هو مسلسل إثارة مكسيكي تم عرضه على منصة نتفليكس في 24 مارس 2021.المسلسل من بطولة مانولو كاردونا. عُرض الموسم الثاني يوم 19 مايو 2021 وجُدد لموسم ثالث.

## روابط خارجية
من قتل سارة؟ على موقع IMDb (الإنجليزية)
- من قتل سارة؟ على موقع روتن توميتوز (الإنجليزية)
- من قتل سارة؟ على موقع نتفليكس (الإنجليزية)
- من قتل سارة؟ على موقع فيلمافينيتي (الإسبانية)
- من قتل سارة؟ على موقع ألو سيني (الفرنسية)
- من قتل سارة؟ على موقع قاعدة بيانات الفيلم (الإنجليزية)